# Termit (chemie)

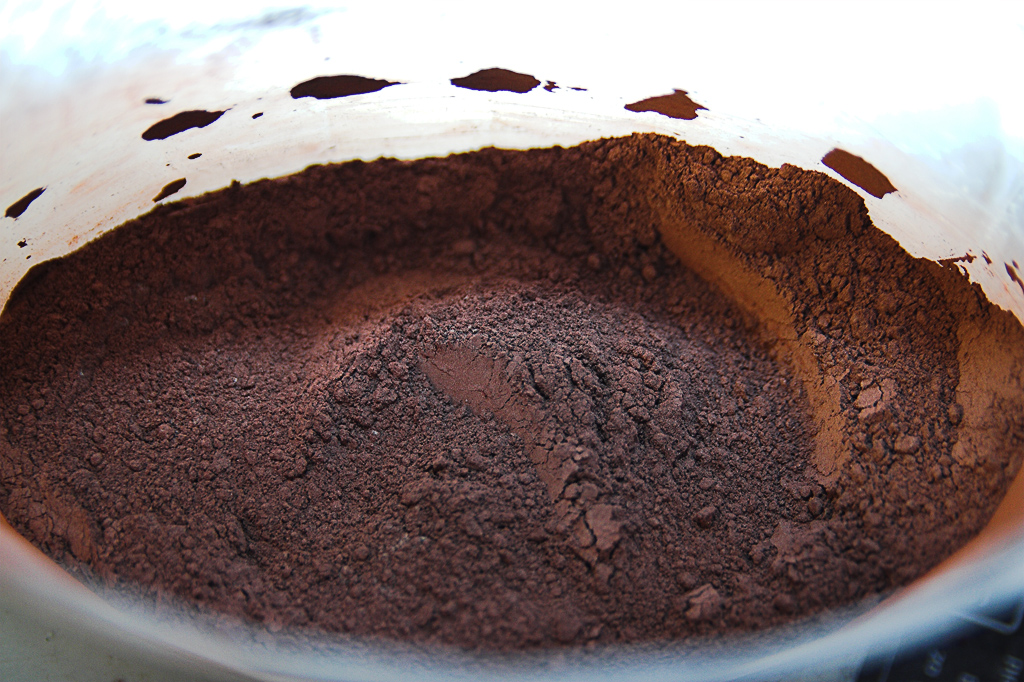
Vzorek termitu.

Termit (thermit, thermite) je pyrotechnická směs, která po iniciaci silně exotermně reaguje, a to výjimečně vysokou teplotou - reakce této směsi se nazývá aluminotermická reakce. Označení termit se používá především pro směs práškového hliníku (pyrohliníku) a oxidu železitého, ale i pro jiné pyrotechnické směsi, s práškovým kovem a oxidem jiného kovu. Reakce hoření termitu je typická tím, že vzniká vysoká teplota 2000 až 3000 °C (je silně exotermická), hoření probíhá beze vzniku výrazného množství plynných zplodin (téměř bezplamenné hoření) a struska je v tekutém stavu. Termit hoří i bez přístupu vzdušného kyslíku a dokonce i pod vodou.
Hoření termitu se zakládá na aluminotermické reakci (redox systém), kde redukční činidlo je práškový hliník a oxidační činidlo oxid kovu.
2 Al + Fe2O3 → 2 Fe + Al2O3
8 Al + 3 Fe3O4 → 9 Fe + 4 Al2O3
Termit byl objeven v roce 1893. Nejčastější složení termitu je: 25 % pyrohliníku a 75 % oxidů železa (okují). Pyrohliník je prášková forma hliníku, u které se vyžaduje především malý obsah nečistot a vhodný tvar zrn. Okuje jsou směsí oxidů železa, které vznikají například při jeho zpracování na válcovacích stolicích a kutí. Termit s takovýmto složením má nevýhodu ve velmi vysoké zápalné teplotě: 800 až 1300 °C, takže vyžaduje účinný prostředek pro zapálení.

## Použití termitu

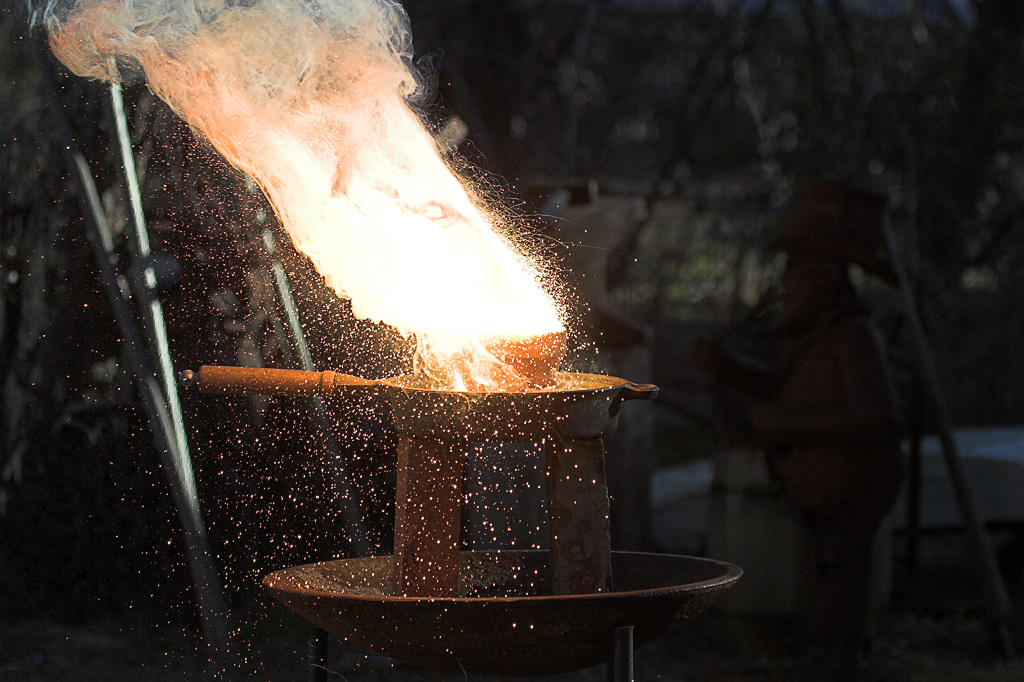
Hoření termitu.

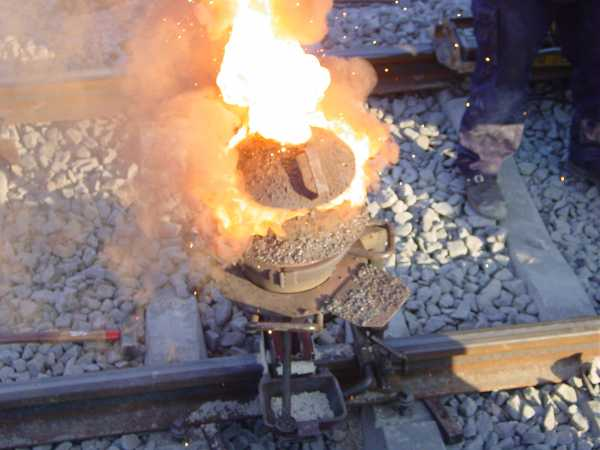
Použití termitu ke svařování kolejnic.

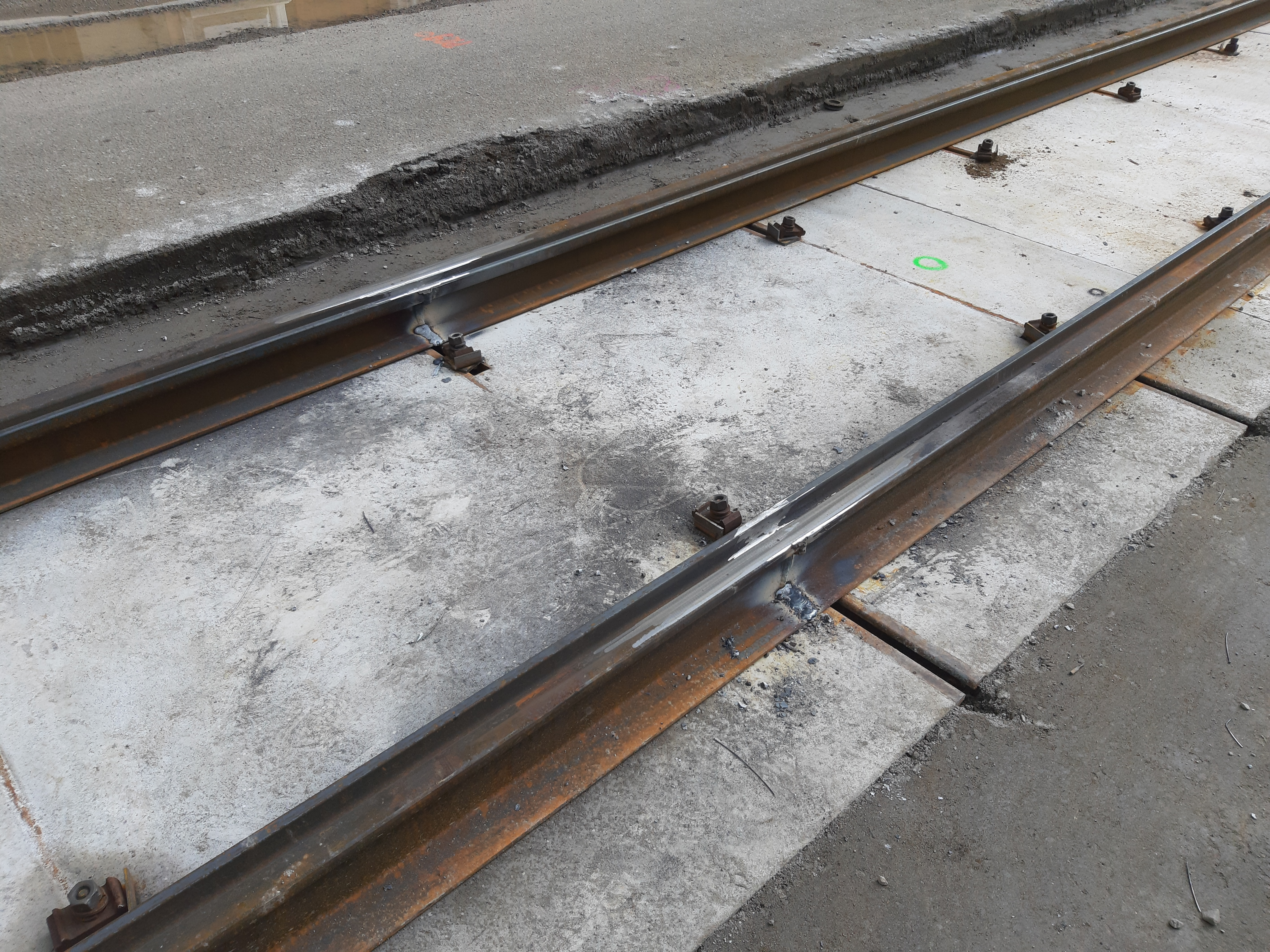
Ukončení procesu svařování.

V průmyslu se termity používají na přípravu některých těžko tavitelných kovů, například manganu nebo chromu podle rovnic
3 Mn3O4 + 8 Al → 4 Al2O3 + 9 Mn
Cr2O3 + 2 Al → Al2O3 + 2 Cr
Při sváření kolejnic se práškový termit nasype do speciální nádoby a zapálí. Po vyhoření roztavené železo vyteče do formy obepínající konce kolejnic, vyplní mezeru mezi nimi a vytvoří kvalitní svár.
Další použití termitu jsou tzv. termitové dmuchavky – obvykle uzavřené nádoby s lisovaným termitem s nízkou emisí plynů a počinovou složí s elektrickým palníkem ve spodní, otevřené, části. Po zapálení odtékající tavenina prohřívá a propaluje materiál, na kterém je nádoba postavena. Jiným použitím jsou tzv. žárové zápalky – obvykle hliníkové trubičky plněné termitem a počinovou složí + hlavičkou po frikci nebo elektrickým palníkem.
Volně smíchaný termit z oxidu železitého a hliníku 75/25 má hustotu 0,7 g/cm3 a obsah energie 2 800 J/cm3. Toto je poměrně málo a takto připravený termit je často neschopen tavit ocelové nádoby ve kterých je demonstrativně umístěn, popř. předměty jako jsou ocelové sloupy. Běžným lisováním lze termit stlačit na hustoty 2–3 g/cm3 a silné lisy jej stlačí i na hustoty přes 4 g/cm3 (termit s malým přebytkem hustějšího oxidu železitého lze stlačit až na 4,9 g/cm3). Takto připravený termit má energetickou hustotu 16 kJ/cm3 a vlivem absence množství vzduchových bublinek hoří pomalu (řádově 1 cm/s) a navíc příliš neprská roztavené železo mimo cíl (u termitu s nízkou hustotou je železo rozprašováno i rozepnutým vzduchem uvnitř termitu, což je umocňováno i rychlostí reakce která neumožňuje více kultivovaný únik bublinek vzduchu a železných par). Lisovaný termit je tak dramaticky účinnější při tavení předmětů než laicky nasypaný termit nízké hustoty.
Maximální hustota termitu z oxidu železitého s nulovou kyslíkovou bilancí je 4,175 g/cm³. Adiabatická (tj. beze ztrát tepla do okolí) teplota hoření[rozpor] se započítáním změny fází je 2 861 °C (3 134 K). Je to teplota varu vzniklého železa, které vypařováním odebírá teplo hořící směsi, čímž udržuje konstantní teplotu (podobně voda v hrnci limituje teplotu na 100 °C i při maximální snaze hořáku). Na kilogram adiabaticky hořícího termitu vznikne 78,4 g (asi 200 l) železné páry, takže k vlastní produkci plynů dochází. Neadiabatický průběh reakce malých množství však objem těchto par značně snižuje. Vyprodukovaná energie je 3 956 J/g a energetická hustota je 16 516 J/cm3.
Malé a rapidně hořící termitové řezačky jsou používány pro rapidní překonání ocelových sloupků a mříží tam, kde by relativní pomalost a vysoká hmotnost zařízení na bázi stlačených plynů (autogen apod.) či pil/hydraulických nůžek nebyla vhodná (operace pod vodou, rapidní vnik do objektů při zásahu ozbrojených složek).
Termit se používá ve vojenství jako zápalná látka – náplň zápalných malorážových pum, zápalně-průbojných střel a zápalných granátů. Náplně municí obsahují zpravidla směs 50–80 % termitu a pomocných látek, které zlepšují vlastnosti při výrobě i při použití.
Příklad termitu pro letecké bomby: 24 % pyrohliníku, 50 % oxidů železa (okují) a 26 % dusičnanu barnatého. Přísada dusičnanu snižuje zápalnou teplotu termitu na 500–700 °C, plyny vznikající při hoření zvyšují zápalné schopnosti termitu a baryum zvyšuje tekutost strusky. Část hliníku může být též nahrazena hořčíkem a ferosiliciem. Z kovových příměsí mohou termity obsahovat např. vápník, z jiných např. inertní lehká tavidla, která na povrchu vytvářejí kompaktní strusku a zabraňují úniku tepla do okolí a tak zvyšují teplotu v podkladové reakční zóně.
Pro dokonalejší využití pumy se jako obalový materiál obvykle využívají slitiny hořčíku a hliníku (elektrony).
Směsi podobné termitům se ve vojenské pyrotechnice používají též jako osvětlovací a signální světlice, a v civilní a zábavné pyrotechnice například při ohňostrojích.
Termit (nebo Thermate – viz dále) může být použit žháři pro úmyslné způsobení požáru. Po zlikvidování požáru patří mezi standardní postupy zjistit jeho možná ohniska a hledat stopy po těchto dvou chemických látkách.

## Thermate
Thermate, česky termát je komerční verze termitu, která obsahuje přídavek síry, která způsobuje ještě rapidnější a agresívnější hoření a snižuje teplotu nutnou pro zahájení reakce.
Český název termáty označuje pyrotechnické slože s velkým obsahem kovu (hliník, hořčík, ferosilicium). Snáze se zapalují a používají se jako počinové směsi pro zažehnutí termitů a jiných složí (např. TPH). Typické je použití také v pyrotechnických zápalkách. Jako nejběžnější oxidační činidlo snižující teplotu zapálení kovových směsí je používán dusičnan barnatý.
Malý přídavek síry v průmyslových termitech slouží především ke snížení jiskřivosti směsi během hoření, které způsobuje redukované železo a odvádí se tak zbytečně teplo z taveniny. Nesmí ji být moc, jinak by zase došlo ke zbytečné emisi plynů a stejnému efektu.

## Nanotermit
Nanotermit se nazývá termit, jehož složky jsou smíchány a promíseny mnohem dokonaleji než u běžného termitu, do jemného prášku se zrny o velikosti v nižších desítkách nanometrů. To umožňuje jeho větší efektivitu při použití, rychlejší a intenzivnější reakci a větší účinnost při hoření. Reakce s ním, coby reaktantem může uvolnit více energie než dynamit. Jeho příprava je náročná vzhledem k pokročilým technologickým postupům; nejkvalitnější nanotermit pochází jen z několika málo civilních a vojenských laboratoří.

## Plamen
Jak termit, tak termát, reagují za doprovodu silně oranžového žáru, bohatého na jiskry, z agresivní exotermické oxidace. Ta se během několika sekund ustálí na teplotě přes ± 2000 °C; uvolněná energie z reakce dokáže např. tavit ocel či jiné kovy s vysokým bodem tání. Termit a termáty reagují bílým až oranžovým oslnivým žárem, často jiskřivým z tavícího se znovuzapáleného železa z redukce. Pokud hoří oranžově nebo žlutě, obsahuje soli sodíku, např. ve formě oxidačního činidla nebo tavidla.
U ocele mohou být její drobné úlomky roztavené hořením odhozeny (řádově decimetry) od místa reakce, při čemž vytvoří drobné kuličky, veliké řádově od několika nanometrů až jednoho milimetru v průměru (kulový tvar je dán snahou roztavené oceli zaujmout co nejmenší povrch k danému objemu vlivem povrchového napětí – po odvržení z centra žáru se „kapka“ oceli ochladí a v této podobě již zůstane).